# Возвращение домой «Аполлона-15»
После завершения программы почти трёхдневного пребывания на Луне командир «Аполлона-15» Дэвид Скотт и пилот лунного модуля Джеймс Ирвин осуществили взлёт и через 1 час 59 минут пристыковали взлётную ступень лунного корабля к командно-служебному модулю «Индевор», в котором во время их отсутствия оставался и работал на орбите пилот КСМ Альфред Уорден. Более суток астронавты продолжали находиться на окололунной орбите, проводя эксперименты и измерения с помощью аппаратуры, размещённой в модуле научных приборов, и фотографируя поверхность Луны. Они запустили небольшой искусственный спутник Луны с научной аппаратурой. На 74-м витке вокруг Луны был включён маршевый двигатель, корабль взял курс к Земле. Обратный полёт продолжался почти трое суток. В ходе него Альфред Уорден совершил первый в истории выход в открытый космос в межпланетном пространстве, чтобы достать из модуля научные приборы и вернуть на Землю кассеты с отснятой фотоплёнкой. 7 августа 1971 года командный модуль «Аполлона-15» благополучно приводнился в Тихом океане, несмотря на то, что при посадке не раскрылся один из трёх основных посадочных парашютов. Скотт, Уорден и Ирвин стали первыми астронавтами, которые после пребывания на Луне не были подвержены послеполётному карантину.

## Взлёт с Луны и стыковка
После завершения третьего и последнего выхода на лунную поверхность астронавты Дэвид Скотт и Джеймс Ирвин впервые за три дня пребывания на Луне не сняли скафандры, они сняли только перчатки, шлемы и ранцы портативной системы жизнеобеспечения, подключив к скафандрам кислородные и водяные шланги лунного модуля. Они взвесили контейнеры с собранными образцами лунного грунта и доложили о результатах на Землю. Затем Скотт и Ирвин снова надели шлемы и перчатки и ещё раз разгерметизировали кабину «Фалкона», чтобы выбросить на поверхность ранцы и мунбутсы, которые им больше не потребуются, а также мешок с мусором. После этого они убрали контейнеры с образцами и начали подготовку к взлёту. Хьюстон сообщил им, что взлётная ступень «Фалкона» весит на 104,33 кг больше, чем ожидалось. Земля также проинформировала астронавтов, что «Индевор», несмотря на манёвр, осуществлённый ранее в этот день, неожиданно оказался не на круговой, а на слегка эллиптической орбите 118,5 км на 100 км, что потребует дополнительного манёвра. Но, несмотря на это, запасы топлива выглядели вполне достаточными. За полчаса до взлёта состоялся короткий радиообмен между «Фалконом» и «Индевором», который в очередной раз пролетал над местом посадки. Скотт сообщил Уордену, что они с Ирвином находятся в полной готовности, и попросил к встрече приготовить чего-нибудь горячего (в лунном модуле, в отличие от командного, не было горячей воды), потому что холодный томатный суп оказался не очень вкусным.

За 23 минуты до взлёта в Хьюстоне было сделано объявление для прессы о том, что телекамера «Лунного Ровера» из-за возникших проблем не будет отслеживать подъём «Фалкона», а покажет только статичный план. В момент, когда после старта с Земли прошёл 171 час 37 минут 16 секунд, Дэвид Скотт нажал кнопку разделения ступеней и запустил двигатель, после чего подтвердил бортовому компьютеру, что можно продолжать программу. Через 9 секунд взлётная ступень «Фалкона» оторвалась от посадочной и начала быстро подниматься. И сразу радиоэфир взорвала музыка песни ВВС США «Поехали! В голубую высь!» (англ. «Off We Go Into The Wild Blue Yonder»).

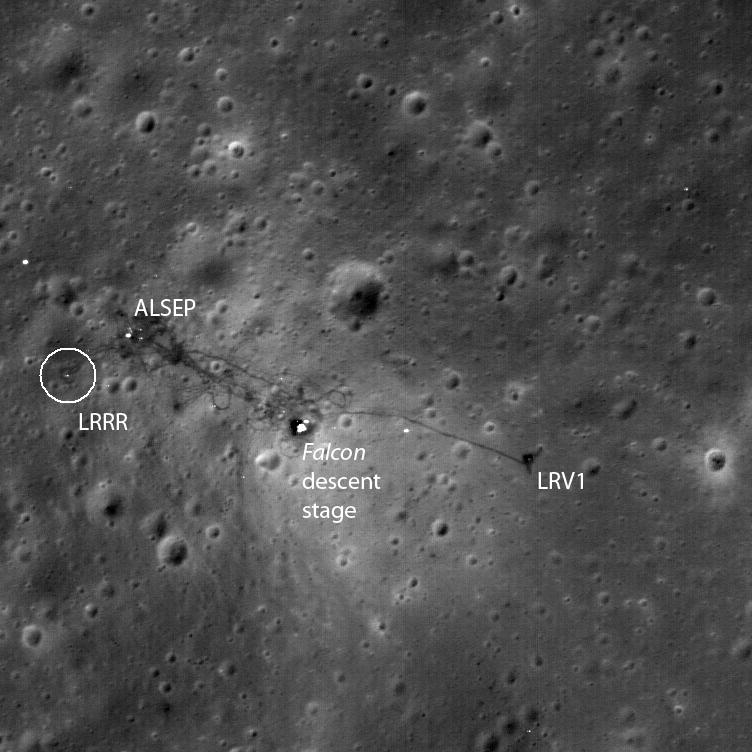
Посадочная ступень «Фалкона» (чуть левее центра). Справа — «Лунный Ровер». Слева — ALSEP. В круге — лазерный отражатель. Хорошо видны следы на поверхности. Снимок сделан КА LRO в апреле 2010 года

 Скотт позднее рассказывал, что все члены экипажа планировали это заранее, только Уорден должен был запустить плёнку не сразу, а примерно через минуту, когда начальная и наиболее критичная фаза подъёма будет уже позади. Несколько секунд в Хьюстоне никто не мог понять, что происходит. По словам Скотта, после полёта ему все печёнки проели из-за этого инцидента, но в глазах у всех, кто его отчитывал, он видел улыбку. Как вспоминал Уорден в 1999 году, он думал, что заводит песню только для Хьюстона, и не знал, что кто-то на Земле переключил связь в режим, когда все слышали всех.
Те, кто наблюдал за стартом с Луны по телевидению, увидели, что через считанные мгновения «Фалкон» скрылся из виду. В кадре осталась только посадочная ступень на своих четырёх опорах. Никаких столбов пламени, как при старте ракеты с Земли, не было. В безвоздушном пространстве Луны раскалённые газы, вырывавшиеся из сопла двигателя, были невидимыми. Только с поверхности поднялось облако пыли, и в разные стороны полетели мелкие предметы, остававшиеся около лунного модуля. Когда «Фалкон» поднялся всего на 15 метров, был совершён манёвр переворота. Взлётная ступень лунного модуля повернулась на 54° к вертикали. В отличие от Земли, в безвоздушном пространстве Луны можно было увеличивать горизонтальную скорость корабля практически сразу после старта. Ирвин в этот момент восхитился видами каньона Хэдли Рилл и сказал, что видит следы от валунов, скатившихся на дно по его стенам. В 1999 году Скотт вспоминал: «Мы летели иллюминаторами вниз прямо над каньоном и вдоль него. Виды были потрясающие и незабываемые. Лучшего прощания с Луной трудно было придумать». По словам Скотта, никакого шума во время старта и взлёта в кабине не было, кроме свистящих звуков «Ш-ш-ш-ш-ш-ш…», как будто ветер дует в окно. Перегрузок практически тоже не было, от 1/6 G они увеличились примерно до 1/2 G. Скотту и Ирвину впервые предстояло осуществить сближение и стыковку кораблей на окололунной орбите по схеме «прямой встречи» (англ. direct rendezvous). Она требовала меньшего количества включений двигателя взлётной ступени, но большей точности наведения и навигации. Весь процесс можно было осуществить в течение одного витка, то есть чуть меньше, чем за два часа.
Через 8 минут после взлёта «Фалкон» вышел на эллиптическую орбиту с апоселением 77,8 км и периселением 16,7 км. Хьюстон информировал астронавтов, что никакой коррекции на этом этапе не требуется. Как только в кабине наступило состояние невесомости, она вся заполнилась плавающей лунной пылью и мелкими частицами грунта. Но Скотт и Ирвин были в скафандрах, с закрытыми гермошлемами. Через минуту после выхода на окололунную орбиту Уорден сообщил, что радар «Индевора» засёк лунный модуль на расстоянии 235 км. Ещё через 11 минут расстояние между кораблями сократилось до 174 км, скорость сближения составила 108 м/с. С расстояния 130 км Уорден в секстант разглядел вспыхивавший в темноте сигнальный фонарь «Фалкона». Когда оба корабля находились над обратной стороной Луны, на 3 секунды был включён двигатель взлётной ступени «Фалкона» для совершения манёвра начала завершающей фазы сближения.

После этого были сделаны две небольшие коррекции курса. Примерно через 47 минут оба корабля, один за другим, вышли из-за лунного диска, расстояние между ними уже было 4,6 км, а скорость сближения 8,8 м/с. На завершающей стадии сближения Скотт тремя манёврами торможения погасил скорость «Фалкона» относительно «Индевора» с 7,6 м/с до 1,5 м/с. В это время Ирвин и Уорден интенсивно снимали сближающиеся корабли на фото- и киноплёнку, а Уорден ещё и показывал процесс стыковки в прямом эфире по телевидению. На расстоянии 37 метров корабли зависли неподвижно относительно друг друга. 

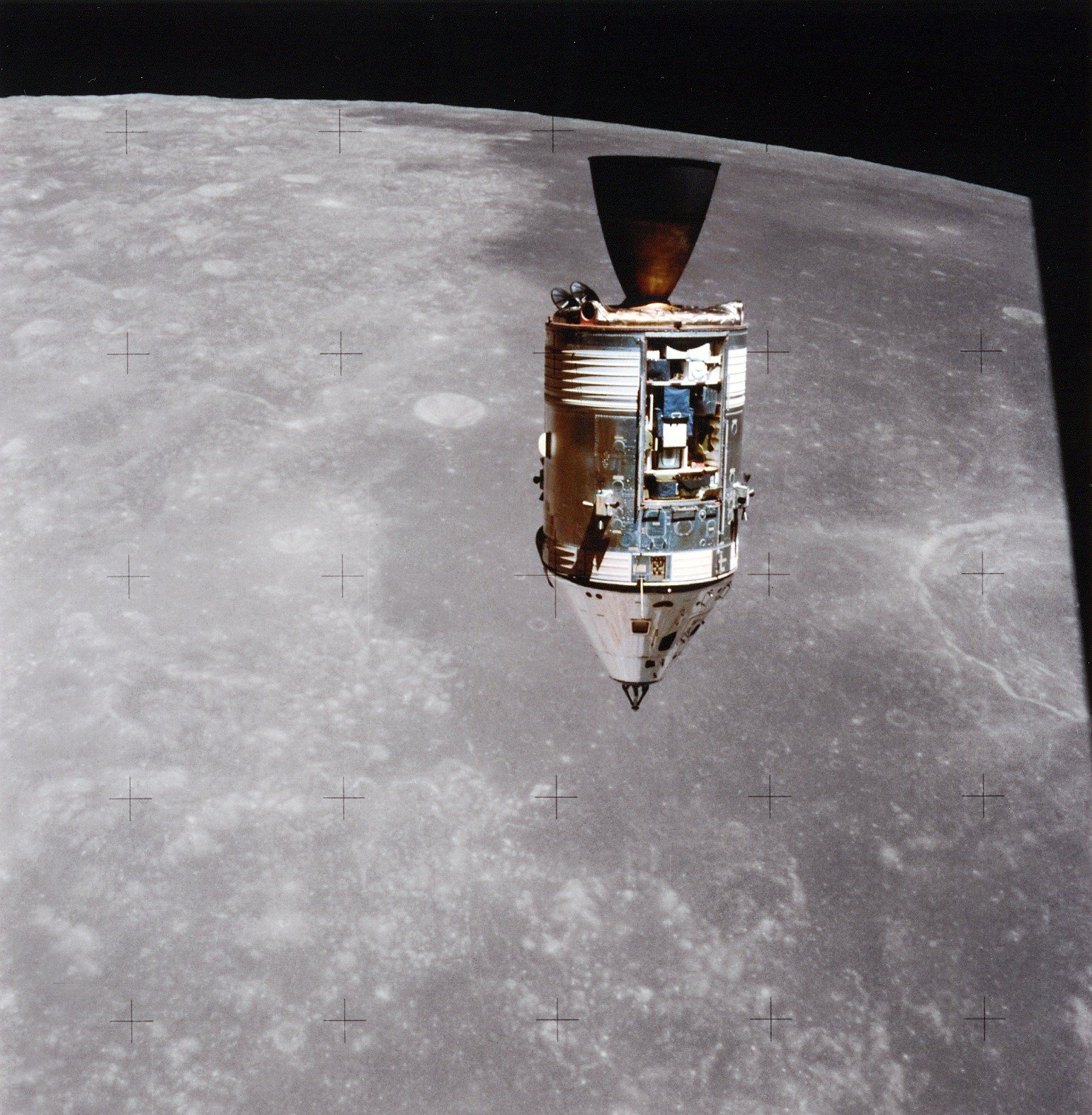
«Индевор» перед стыковкой. Виден открытый модуль научных приборов

Уорден совершил манёвр медленного переворота «Индевора», чтобы Скотт и Ирвин смогли осмотреть и сфотографировать отсек научных приборов и, по возможности, определить причины неполадок с сенсором панорамной камеры. Ничего необычного Скотт и Ирвин не увидели.

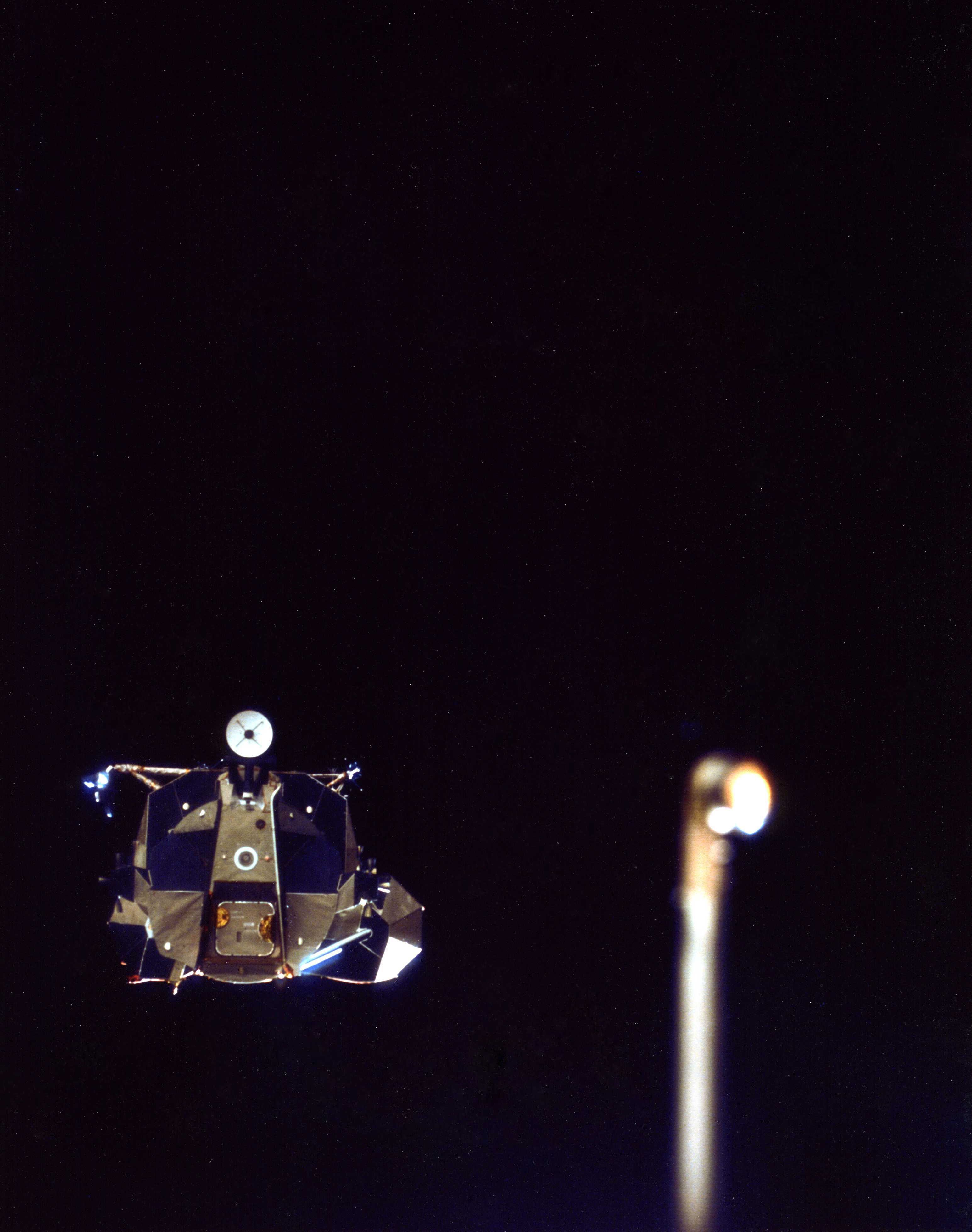
Лунный модуль «Фалкон» перед стыковкой

Стыковка состоялась через 1 час 59 минут после взлёта «Фалкона» с Луны, скорость сближения в момент стыковки составила 0,03 м/с. Уорден приветствовал Скотта и Ирвина гостеприимным «Добро пожаловать домой!». Он включил вентиляторы вытяжки в командном модуле, чтобы они притягивали частицы лунной пыли, и начал выравнивать давление между двумя кораблями. После открытия люков Скотт и Ирвин почистили свои скафандры пылесосом, который им передал Уорден. Во время очередного пролёта над обратной стороной Луны Скотт и Ирвин перенесли в командный модуль контейнеры с образцами грунта, камерами, кассетами с плёнкой и секциями глубокой пробы грунта. Три неразделённые секции пробы Уорден, по совету Хьюстона, привязал в нижнем отсеке командного модуля, под креслами астронавтов. Всё ненужное, включая стыковочное оборудование, было перенесено в «Фалкон», однако контейнеры с мочой и фекалиями Скотта и Ирвина надлежало доставить на Землю для последующего анализа.
Астронавты старались не допустить загрязнения «Индевора», но лунная пыль в него всё-таки проникла. Уорден начал чистить кабину командного модуля пылесосом, а Скотт и Ирвин принялись за подготовку «Фалкона» к сбросу на лунную поверхность. Когда всё было готово, они перешли в командный модуль, последним перешёл Ирвин, закрыв оба переходных люка. Сброс лунного модуля, в отличие от расстыковки, должен был происходить путём разрыва стыковочного кольца между двумя кораблями с помощью пирошнура, последующего отведения «Индевора» на безопасное расстояние и включения двигателя лунного модуля для его перевода на траекторию столкновения с Луной. Перед сбросом «Фалкона» необходимо было проверить герметичность скафандров и командного модуля. Полётный план «Аполлона-15» был изменён таким образом, что астронавты в процессе сброса лунного модуля должны были быть одеты в скафандры. Всего за месяц до этого, 30 июня 1971 года в результате разгерметизации спускаемого аппарата советского космического корабля «Союз-11» во время посадки погиб его экипаж: Георгий Добровольский, Владислав Волков и Виктор Пацаев. Меры предосторожности, принятые американцами, оказались не излишними. Во время проверки герметичности скафандров у Скотта обнаружилась небольшая утечка. Всем пришлось снимать шлемы и перчатки, а командиру — ещё и расстёгивать скафандр, отсоединять коннектор для подачи воды для охлаждения и вставлять заглушку. Наиболее вероятной причиной этих сложностей было загрязнение (лунной пылью).
Вторая проверка герметичности скафандров прошла нормально. После частичного сброса давления в переходном тоннеле между модулями Дэвид Скотт доложил на Землю, что оно снова увеличилось. Это означало, что в переходной тоннель просачивался кислород из одного из кораблей. Телеметрия на Земле не показывала никаких утечек из кислородных баков «Фалкона». В Хьюстоне предположили, что, возможно, из-за загрязнения уплотнителей недостаточно плотно закрыт переходной люк «Индевора». Тем не менее, решено было открыть и проверить оба люка. Сброс «Фалкона» был отложен. Примерно через 14 минут Скотт доложил, что уплотнители чистые и что оба люка снова закрыты. Но астронавтам пришлось заново проверять скафандры. Третья попытка оказалась неудачной, у одного из них была неправильно надета перчатка. Только четвёртая проверка скафандров дала положительные результаты.
Новую проверку герметичности переходного тоннеля Хьюстон для надёжности решил значительно растянуть во времени, отведя на неё вместо обычных 10 минут всё время нахождения кораблей вне видимости, над обратной стороной Луны. Скотт, со своей стороны, попросил разрешения снять перчатки и шлемы, а позже проверить скафандры ещё раз, ведь подходило время ужина. Он и Ирвин уже были одеты в скафандры более 18 часов, изрядно устали после последней лунной прогулки, взлёта и стыковки и не принимали пищу уже 8 часов. Хьюстон дал на это своё согласие.
Когда примерно через 47 минут корабли снова показались из-за диска Луны, с герметичностью тоннеля было всё в порядке. Астронавты ещё раз проверили герметичность скафандров. «Фалкон» был сброшен на 2 часа 10 минут позже первоначально запланированного времени. Через 5 минут после этого «Индевор» должен был начать манёвр отхода на безопасное расстояние. Но перед самым манёвром Скотт засомневался. Инструкции предписывали включение двигателей системы ориентации «Индевора», с тем чтобы он получил ускорение вперёд, но как раз там находился «Фалкон», и контакт при этом был бы неизбежен. Скотт запросил подтверждения. На проверку и новые расчёты у Хьюстона ушло около 14 минут. На этот раз Скотт получил указания придать «Индевору» ускорение 0,6 м/с назад, в направлении, куда смотрело сопло маршевого двигателя. Этот манёвр был успешно осуществлён.
Пока всё это происходило на окололунной орбите, медики на Земле встревожились из-за того, что у уставших Скотта и Ирвина была зарегистрирована сердечная аритмия — преждевременное сокращение желудочков. У Ирвина к тому же был отмечен спаренный сердечный ритм. То же самое у него наблюдалось и на Луне, во время третьего выхода на поверхность. Тогда ещё никто не знал, что это были первые симптомы болезни сердца, которая оборвёт жизнь астронавта 8 августа 1991 года, на следующий день после 20-летнего юбилея возвращения «Аполлона-15» на Землю. Хьюстон посоветовал Скотту и Ирвину принять по таблетке снотворного (секонала) и поскорее лечь спать, пожелав на этом хорошего отдыха. Астронавты, однако, не стали принимать успокоительное, у них было ещё много дел, связанных с уборкой кабины. Через 1 час 34 минуты после сброса «Фалкона», по команде с Земли, его двигатель был включён на торможение. Через 25 минут после этого взлётная ступень лунного модуля врезалась в поверхность Луны под углом 3,2° на скорости почти 1,7 км/с. Из-за всех задержек это произошло не в расчётном районе, недалеко от места посадки «Аполлона-15», а в 93 километрах к западу от Хэдли — Апеннин. Сейсмические колебания зарегистрировали все три сейсмометра, оставленные на Луне «Аполлоном-12», «Аполлоном-14» и «Аполлоном-15». Астронавты покончили со всеми делами и начали укладываться спать на 3,5 часа позже, чем было предусмотрено полётным планом, и через 2 часа после того, как Хьюстон первый раз пожелал им «спокойной ночи». С тех пор, как Скотт и Ирвин проснулись и начали подготовку к последнему выходу на лунную поверхность, прошло уже более 23 часов, а Уорден не спал больше 21 часа. Это был самый напряжённый день в ходе всей миссии.

## Работа на лунной орбите
Утром 3 августа, на 9-й день полёта, Хьюстон не спешил будить астронавтов, давая им возможность получше отдохнуть. Они сами вышли на связь через 9 с половиной часов после отбоя. В течение этого дня они проводили эксперименты с помощью оборудования, установленного в модуле научных приборов, и фотографировали лунную поверхность камерами с 250-мм и 500-мм объективами. Хьюстон попросил астронавтов сделать акцент на съёмке областей вблизи терминатора, где детали местности выглядели особенно рельефно, и фотографировать как можно больше, поскольку не было никакого смысла везти на Землю неотснятую плёнку. По команде Хьюстона Уорден снял на панорамную камеру место падения «Фолкона». Был проведён второй эксперимент по наблюдению вспышек (фосфенов). В качестве испытуемого на этот раз выступил один Ирвин. За 34 минуты он наблюдал 12 вспышек. Примерно через 11 часов после подъёма экипаж «Аполлона-15» и Хьюстон распрощались до следующего утра. На следующий день, 4 августа, рано утром, когда астронавты ещё спали, Хьюстон предпринял попытку включить цветную телекамеру «Лунного Ровера». До этого в течение почти 40 часов, прошедших после взлёта Скотта и Ирвина с Луны, её ещё ни разу не трогали. Камера включилась нормально, показала посадочную ступень «Фолкона» и окрестности при более высоком Солнце, позволила сделать несколько наездов, отъездов и панорам. Качество картинки было очень хорошим. Во время панорам делались остановки, чтобы специалисты фотографировали увиденное на «Полароиды» прямо с экранов телемониторов. Однако через 12 минут после начала телесеанса связь неожиданно оборвалась. Несмотря на неоднократные попытки, лунный передатчик информации не откликнулся ни на одну из команд о включении камеры.

Начав очередной рабочий день, астронавты во время одного из витков, находясь над теневой стороной Луны, перед самым восходом Солнца в течение нескольких минут снимали на кино- и фотоплёнку солнечную корону. Хьюстон также попросил их включить панорамную камеру и не выключать её до полного израсходования плёнки в кассете. Всего на панорамную камеру было отснято более 1500 снимков, каждый из них в длину занимал более 1 метра плёнки. Таким образом, было отснято почти два километра плёнки.

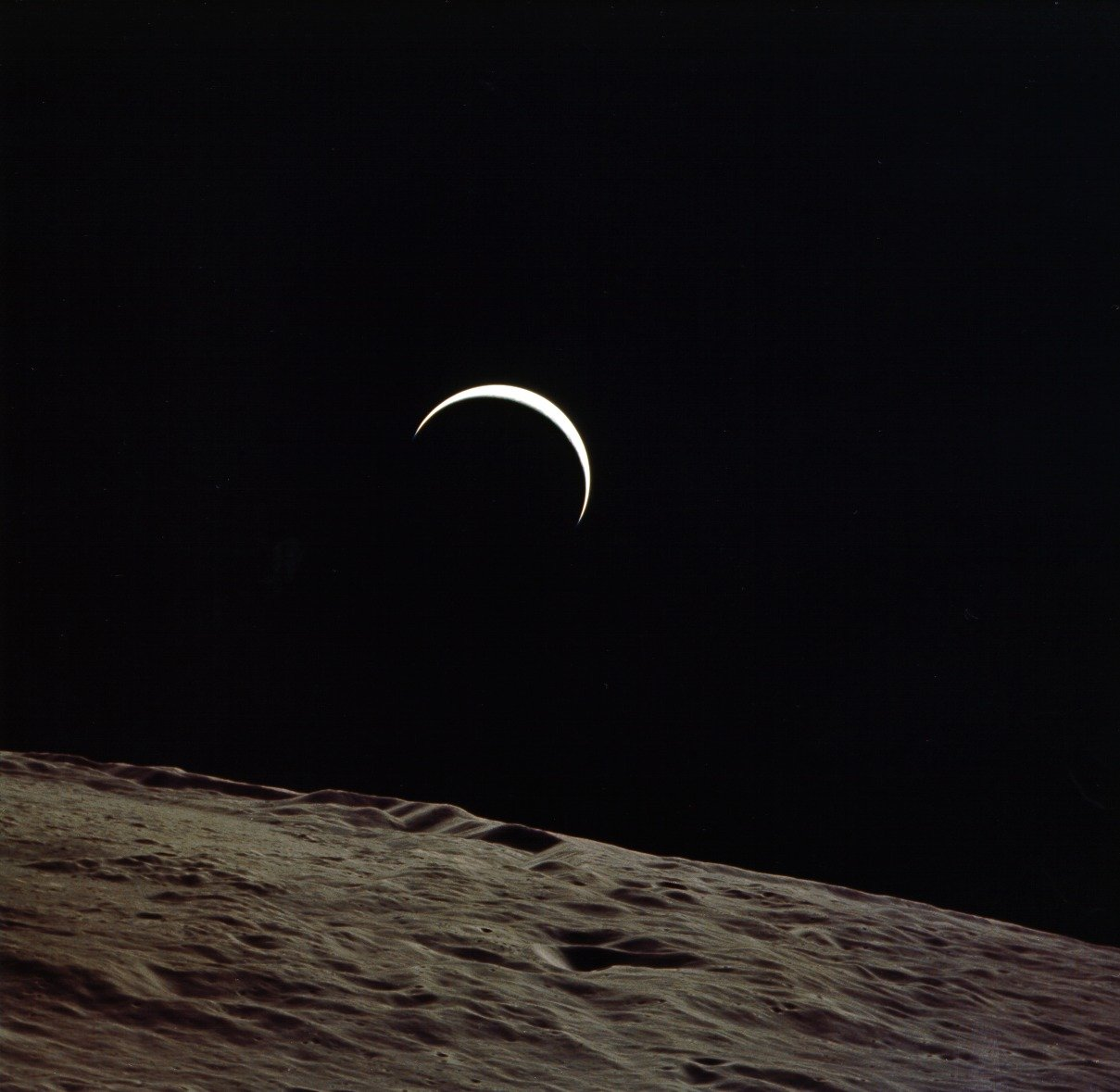
Ближе к концу миссии «Аполлона-15» Земля со стороны Луны выглядела, как очень узкий серп, а Луна, видимая с Земли, наоборот, приближалась к фазе полнолуния

 Перед тем, как покинуть окололунную орбиту, астронавты должны были ещё запустить из модуля научных приборов небольшой искусственный спутник Луны, предназначенный для измерения её магнитного и гравитационного полей и плотности и энергии заряженных частиц в окололунном пространстве. Но на той орбите, на которой находился «Индевор» (121,1 км на 96,7 км), спутник просуществовал бы всего около 80 суток. Для того, чтобы он проработал хотя бы год, необходимо было немного поднять орбиту корабля. На 73-м витке на 3 секунды был включён маршевый двигатель командно-служебного модуля, «Индевор» перешёл на орбиту высотой 140,8 км на 100,6 км. Мини-спутник массой 35,6 кг был катапультирован в тот момент, когда корабль пересекал плоскость экватора Луны. После нажатия астронавтами кнопки «Запуск» сработали два пироболта, и катапультирующая пружина придала мини-спутнику скорость 1,2 м/с относительно «Индевора» и первоначальное вращение 140 оборотов/мин, которое затем стабилизировалось на уровне 12 оборотов/мин. На этом программа работы на окололунной орбите была выполнена, оставалось только подготовить корабль к включению маршевого двигателя для возвращения на Землю. Это был один из самых важных манёвров в ходе всей миссии. Даже торможение около Луны и переход на орбиту вокруг неё были гораздо менее рискованны, потому что, в случае отказа основного двигателя или его преждевременного отключения, корабль просто обогнул бы наш спутник и перешёл на траекторию полёта к Земле, где его с помощью промежуточных коррекций можно было бы направить в нужную точку приземления. Если бы двигатель отказал или проработал меньше положенного времени при старте от Луны к Земле, у астронавтов не осталось бы никаких шансов вернуться.
В свете возникших в самом начале полёта неполадок с переключателем, управляющим приводами открытия и закрытия топливных клапанов контура «А» основного двигателя командно-служебного модуля, решено было, что компьютер запустит двигатель с помощью контура «В», а через несколько секунд после этого астронавты вручную включат и контур «А». Точно так же, за 10 секунд до окончания расчётного времени работы двигателя, контур «А» надлежало отключить вручную, чтобы обезопасить себя от вероятности того, что двигатель не выключится вовремя и импульс получится слишком долгим, а контур «В» должен был отключиться автоматически, по команде компьютера, когда будет набрана необходимая скорость. Маршевый двигатель «Индевора» сделал своё дело безукоризненно. Он был включён примерно через 1 час 10 минут после запуска мини-спутника, на 74-м витке вокруг Луны, когда корабль находился за её диском, вне зоны радиовидимости, и проработал 2 минуты 21 секунду, разогнав корабль до скорости 2,6 км/с. «Аполлон-15» перешёл на траекторию полёта к Земле. Всего через несколько минут после этого корабль был развёрнут на 180°, носом к Луне, соплом двигателя вперёд, в сторону движения, чтобы астронавты могли фотографировать удаляющийся естественный спутник Земли. Глядя в иллюминатор, Скотт доложил Хьюстону: «Результаты включения двигателя заметны невооружённым глазом уже сейчас. Мы поднимаемся прямо вверх над терминатором. Нет никаких сомнений в том, что мы улетаем».

## Полёт к Земле
По мере удаления от Луны, скорость «Индевора» под воздействием гравитационного поля нашего естественного спутника начала быстро уменьшаться. Через 27 минут после старта с орбиты, на расстоянии 1741 км от Луны, она упала с 2,6 км/с до 2,0 км/с, а через 1 час 50 минут после перехода на траекторию полёта к Земле, на расстоянии 8788 км от Луны — до 1,43 км/с. Помимо фотографирования лунной поверхности, астронавты продолжили эксперименты с использованием оборудования модуля научных приборов, чтобы учёные позже смогли сравнить результаты с данными, которые были получены на окололунной орбите. Позже в тот же день с помощью спектрометра рентгеновских лучей они провели съёмку внегалактического источника рентгеновского излучения в созвездии Центавра. Скотт доложил в Хьюстон, что у них возникли проблемы при попытке убрать картографирующую камеру, которая была выдвинута на небольших направляющих рельсах из модуля научных приборов. Специалисты на Земле предположили, что всё дело в переохлаждении механизма, приводящего камеру в движение, и решили всё оставить, как есть, до утра. Уорден перевёл «Индевор» в медленное, примерно 3 оборота в час, вращение вокруг продольной оси для того, чтобы поверхность корабля равномерно нагревалась солнечными лучами. После этого экипаж стал готовиться ко сну.
На 11-й день полёта, 5 августа, после пробуждения и завтрака астронавты начали готовиться к первому в истории выходу в открытый космос в межпланетном пространстве, который должен был совершить Альфред Уорден, чтобы достать из модуля научных приборов отснятые кассеты панорамной и картографирующей камер. Примерно за 3 часа 40 минут до разгерметизации кабины «Индевор» пересёк границу сферы преимущественного гравитационного влияния Луны. Это произошло, когда корабль находился в 328 220 км от Земли, его скорость в этот момент составляла 0,87 км/с. Теперь, по мере приближения к Земле, она будет постоянно нарастать. Готовясь к выходу, астронавты отключили две четверти маневровых реактивных двигателей системы ориентации, расположенные на служебном модуле рядом с модулем научных приборов. Эти двигатели время от времени автоматически включались, поддерживая ориентацию корабля, и во время внекорабельной деятельности это могло представлять серьёзную угрозу для жизни Уордена. Кроме того, астронавты установили специальные предохранительные ограждения в центре главной панели управления, чтобы случайно не задеть какие-нибудь важные переключатели. Скотт, Уорден и Ирвин надели скафандры. Уорден был подключён к системе подачи кислорода через «пуповину» длиной 7,4 м. Она была связана со страховочным фалом, закреплённым, с одной стороны, внутри командного модуля, а с другой — на поясном ремне, одетом поверх скафандра. У Ирвина, который должен был стоять в открытом люке и подстраховывать Уордена, тоже были поясной ремень и страховочный фал длиной 2,2 м. После проверки герметичности скафандров Скотт открыл клапан сброса давления в главном, боковом люке командного модуля. Позже Ирвин так описывал этот момент: «Это было похоже на пылесос. Всё, что не было закреплено, летело в сторону люка. Мимо меня проплыла моя зубная щётка, потом камера. Мы все подпрыгивали и дёргались туда-сюда, пытаясь схватить нужные вещи». Через 8 минут после начала разгерметизации Уорден открыл люк, выбросил два мешка с мусором и установил на внутренней поверхности люка специальный кронштейн, на котором закрепил телевизионную и 16-мм кинокамеру. Затем он протиснулся в люк и, держась за поручни, смонтированные на обшивке корабля, начал передвигаться к модулю научных приборов.

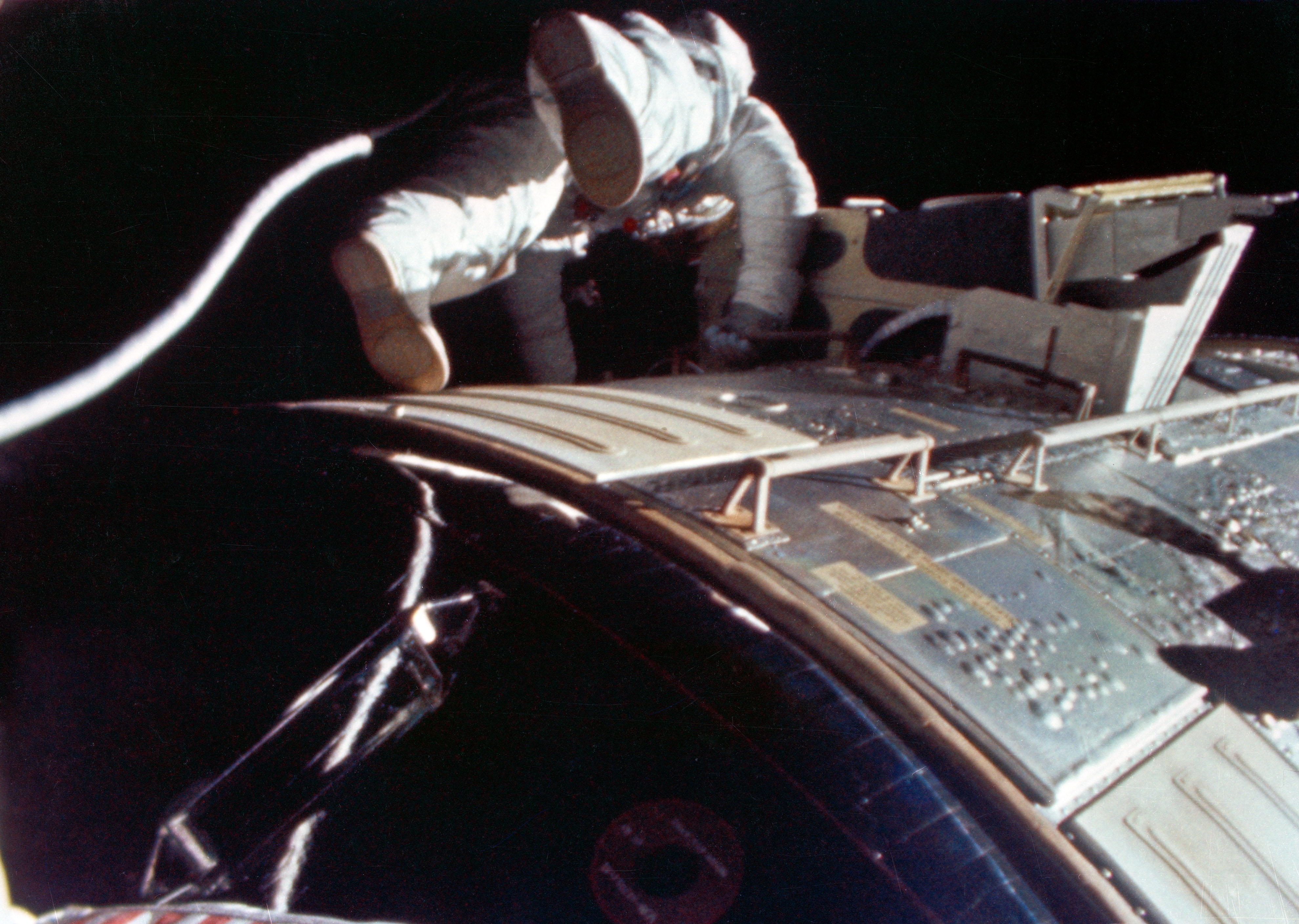
Альфред Уорден во время выхода в космос

Ирвин высунулся из люка по пояс, он должен был следить, чтобы «пуповина» Уордена не запуталась, снимать всё происходящее и принимать кассеты. Достигнув цели, Уорден закрепил ноги в специальном фиксаторе и сначала достал кассету панорамной камеры. Вернувшись к люку, он передал кассету Ирвину, а тот, в свою очередь, — Скотту. Частота пульса у Уордена в этот момент была 130 ударов в минуту, у Ирвина — 116, у Скотта — 71. Во время второго захода Уорден сделал остановку, чтобы осмотреть все приборы, как его просил Хьюстон. Особенно специалистов интересовал сенсор скорости и высоты панорамной камеры, который давал сбои практически с самого начала миссии. Он предназначался для того, чтобы движением плёнки компенсировать движение корабля по орбите, без чего изображение на снимках получилось бы смазанным. В Хьюстоне полагали, что что-то загораживает этот сенсор, или образовались трещины на объективе камеры. Ничего подобного Уорден не обнаружил, внешне всё выглядело нормально. После полёта был сделан вывод, что проблема вызвана недостаточной контрастностью изображения, которая затрудняла определение сенсором движения поверхности внизу (для панорамной камеры «Аполлона-16» были сделаны доработки: увеличена апертура линз, убран инфракрасный фильтр, изменено расположение сенсора скорости/высоты и увеличен размер бленды камеры). Затем Уорден извлёк кассету картографирующей камеры и опять начал перемещаться назад, к Ирвину. Оба астронавта, находившиеся за пределами корабля, не видели звёзд из-за яркого солнечного света, но сзади в чёрной бездне пространства висела огромная жёлтая Луна. Уорден сказал, что на её фоне высунувшийся из люка Ирвин смотрится абсолютно фантастически. Передав кассету, Уорден в третий раз вернулся к модулю научных приборов, чтобы осмотреть картографирующую камеру, которая накануне не убралась в свой отсек. Он внимательно осмотрел её со всех сторон, но не нашёл ничего необычного. Вернувшись назад, Уорден убрал теле- и кинокамеры и закрыл люк. Этот выход в открытый космос продолжался 39 минут 56 секунд, при этом люк был открыт всего 20 минут. После наддува кабины астронавты подключили электропитание и линии связи оборудования модуля научных приборов. Они провели наблюдения двух источников рентгеновского излучения: Скорпиона Х-1 и Лебедя Х-1. Экипаж также фотографировал Землю в ультрафиолетовом диапазоне на камеру со 105-мм объективом, прозрачным для ультрафиолетовых лучей, через один из иллюминаторов командного модуля, изготовленный из кварца.
12-й день полёта, 6 августа, стал одним из самых спокойных дней миссии. Утром Джо Аллен сообщил астронавтам, что пока они спали, они установили новый рекорд продолжительности полёта в рамках программы «Аполлон». Это была исключительно корректная информация, потому что Фрэнк Борман и Джеймс Ловелл на «Джемини-7» летали 14 дней, а Георгий Добровольский, Владислав Волков и «Виктор Пацаев на Союзе-11» и орбитальной станции «Салют-1» — чуть меньше 24 суток. Аллен рассказал также о том, что телекамера «Лунного Ровера» прекратила работу. Скотт предположил, что это, скорее всего, произошло из-за повышения температуры, потому что он и Ирвин даже в скафандрах чувствовали, как с каждым днём становится всё жарче. А в последний день, по его словам, если случалось на время задержать руку на какой-либо поверхности, тепло чувствовалось через перчатку. Скотт даже выразил удивление, что камера протянула так долго, и спросил, не нужно ли слетать назад, чтобы её починить.
Далее экипаж провёл третий эксперимент по наблюдению фосфенов. Всё следовало делать так же, как и в первый раз, только с включённым освещением в кабине, и в середине эксперимента Скотт должен был на 1 минуту снять с глаз повязку, привыкнуть к свету и потом снова её надеть. На этот раз количество и интенсивность наблюдаемых вспышек оказались значительно меньше. Первые 17 минут эксперимента астронавты не наблюдали вообще ни одного фосфена. Скотт даже предположил, что, либо у них уже выработался иммунитет, либо космические лучи разрушили столько клеток в их мозгах, что их практически не осталось. Всего за 1 час и 1 минуту наблюдений астронавты зафиксировали 25 вспышек: Скотт — 6, Уорден — 9 и Ирвин — 10. Скотт в середине эксперимента забыл снять с глаз повязку, а из Хьюстона ему не напомнили. В этот же день экипаж «Аполлона-15» наблюдал и фотографировал полное лунное затмение. Корабль находился почти посередине между Луной и Землёй, Луна из этой точки пространства выглядела почти полной, а Земля представала, как очень узкий серп. Сначала астронавты наблюдали, как Луна меняла фазы, постепенно погружаясь в тень Земли. Ирвин докладывал в Хьюстон, что цвет нашего спутника изменялся от светло-серого до ярко-жёлтого и красновато-оранжевого по мере того, как по нему перемещалась тень Земли. Астронавты фотографировали фазы затмения с большой экспозицией, поэтому снимки получились не очень чёткими.

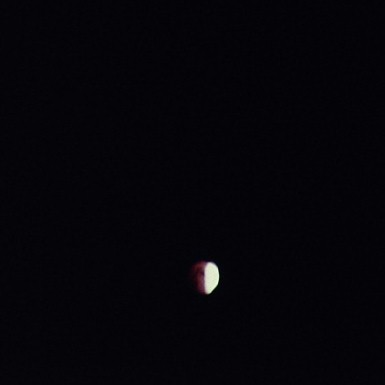
Один из лучших снимков Луны во время затмения

 Пока Луна находилась в тени Земли, экипаж дал пресс-конференцию, которая транслировалась по телевидению. Когда астронавты появились на экранах, на Земле всех поразила 12-дневная щетина на лице Скотта. Вопросы были заранее предоставлены корреспондентами, аккредитованными при Центре пилотируемых полётов в Хьюстоне, и задавались оператором связи безо всяких изменений. Сначала астронавтов спросили, что в ходе полёта для них было самым захватывающим и, наоборот, повторения каких моментов они не хотели бы. На Скотта наибольшее впечатление произвело то, как он стоял на склоне горы Хэдли Дельта и смотрел вниз на лунный модуль вдали, каньон Хэдли Рилл и гору Хэдли. Уордену больше всего запомнились выход на орбиту Луны и ландшафты, которые он тогда увидел, а также выход на траекторию полёта к Земле и «ужасно приятное» чувство, возникшее после того, как блестяще отработал двигатель. Ирвин сказал, что для него незабываемых моментов было много, но главным из них он считает старт с Земли, потому что после многих лет тренировок и ожидания сбылась его мечта о космическом полёте. А вот то, как он упал перед телекамерой, когда они разгружали «Ровер», ему не хотелось бы повторить. На вопрос, почему он назвал езду на «Лунном Ровере» ездой на необъезженной лошади, Ирвин ответил, что несколько раз, когда они подпрыгивали на внушительного размера кочках, колёса луномобиля отрывались от грунта и как бы плыли в воздухе, и в эти моменты «Ровер» действительно походил на необъезженную лошадь. Скотт добавил, что «Ровер» очень стабильное средство передвижения, а подвеска — просто отличная. Всё дело в том, что в условиях лунного притяжения, если луномобиль подскакивает, он в шесть раз дольше опускается на поверхность. Скотт сказал также, что у него с Ирвином есть только одно пожелание к конструкторам — придумать что-то новое с ремнями безопасности, а в остальном машина получилась оптимальной.
По поводу своих мучений с буром и глубокой пробой грунта Скотт ответил, что там, на поверхности, эти чисто механические усилия казались ему совершенно не стоящими новых находок в новом геологическом районе, которые они теряют, но сейчас он понимает, что секции глубокой пробы — это, возможно, самое важное из того, что они везут на Землю. Уордену задали вопрос, о чём думает человек, летающий вокруг Луны в одиночку. Он ответил, что все три дня только и думал, как бы не отстать от графика и от полётного плана, едва успевал следить за всеми приборами и проверять, работают ли они. По словам астронавта, у него не было даже времени подумать о том, что он один на орбите. Когда он не был занят экспериментами, он наблюдал за поверхностью, очень много фотографировал, так что эти три дня показались ему очень короткими, заключил Уорден. На вопрос, что даст американским налогоплательщикам этот полёт, кроме пары часов красивой телекартинки, Скотт ответил: «Небольшое телевизионное время незначительно в сравнении с объёмами того, что собрано модулем научных приборов и нами с Ирвином на лунной поверхности. Полученная информация не только ускорит прогресс науки, но и напрямую дойдёт до простых людей с улицы в виде продуктов, производных от того, что мы узнали… От этого полёта налогоплательщики получат больше, чем они вложили. Если бы вы только видели, какого размера кассеты с плёнкой Эл (Уорден) перенёс вчера в корабль, вы бы поняли, какой огромный массив информации мы везём на одних только плёнках!». Следующий вопрос был о том, что множество проблем в этом полёте напомнили о старых миссиях по программе «Джемини». Какие из них вызвали у экипажа наибольшее беспокойство? И отдельно Скотту — не напомнило ли ему всё это полёт на «Джемини-8»?. Скотт ответил, что впервые узнаёт о том, что у них было много проблем. По его словам, по сравнению с тем количеством различных сложнейших систем, которые имеются в корабле, у них было совсем мало проблем. И уж он никак не мог припомнить ни одной проблемы, которую можно было бы сравнивать с ситуацией на «Джемини-8». «Я думаю, что корабль, и системы жизнеобеспечения на Луне, и всё остальное работали исключительно хорошо. О чём-то большем я даже и мечтать не мог», — заключил Скотт. Ирвин к этому добавил, что проблем было немного, и всё это больше походило на имитацию неопасных нештатных ситуаций на тренировках. Не удержался и Уорден, сказав, что, конечно, были досадные поломки каких-то выключателей, какие-то огни на панели управления не горели так, как были должны, но не было ни одного отказа жизненно важных систем.
Скотта и Ирвина спросили, сколько раз они падали на Луне и были ли при этом какие-либо проблемы. Ирвин уверенно ответил, что падал дважды, но никаких проблем из-за этого не возникало. Скотт сказал, что он, кажется, тоже падал два раза, но, благодаря слабой лунной гравитации, никаких сильных ударов и болезненных ощущений при этом не было. Пресс-конференция продолжалась 28 минут, всего было задано 15 вопросов. В заключение Хьюстон попросил астронавтов немного показать по телевидению Луну, выходящую из земной тени, после чего они снова принялись за фотографирование. Когда у экипажа начался 9-часовой период ночного отдыха, до приводнения в Тихом океане оставалось 17 часов. «Индевор» в это время находился в 160 475 км от Земли, его скорость увеличилась до 1,764 км/с. В Центре управления полётами в Хьюстоне прессе сообщили об изменениях температуры на поверхности Луны во время затмения. На месте прилунения «Аполлона-14» она понизилась с 78,8°С до −101,4°С, а в месте посадки «Аполлона-15» с 60°С до −97,3°С. Температуры замерялись на верхней поверхности солнцезащитных экранов центральных станций комплектов научных приборов ALSEP, оставленных на Луне.

## Приводнение

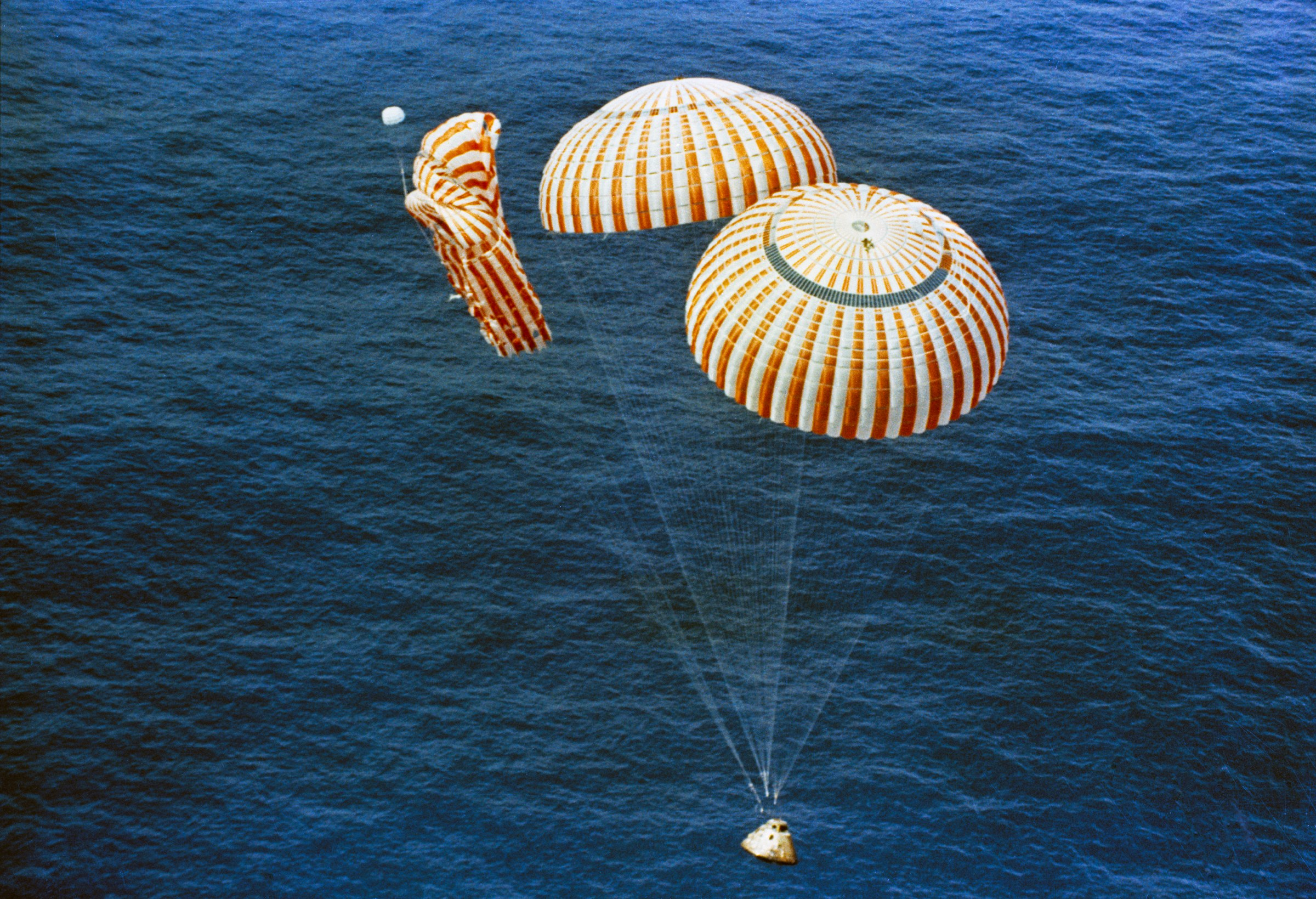
«Аполлон-15» перед приводнением

7 августа 1971 года, в последний, тринадцатый день полёта, Хьюстон разбудил астронавтов примерно за 8 с половиной часов до расчётного времени посадки. После завтрака они окончательно выключили всё оборудование модуля научных приборов и отстрелили мачты гамма-спектрометра и масс-спектрометра. Экипаж провёл последний сеанс фотографирования Земли и Луны в ультрафиолетовом диапазоне. На этом вся научная программа «Аполлона-15» была выполнена. За три с небольшим часа до посадки была проведена единственная из трёх изначально запланированных на обратный путь коррекций траектории. Можно было бы не проводить и её, корабль находился в пределах приемлемого коридора для входа в плотные слои атмосферы. Но, в таком случае, «Индевор» приводнился бы в 110 км от расчётной точки. Чтобы корабль оказался в самом центре коридора, на 21 секунду были включены два двигателя системы ориентации служебного модуля в направлении, противоположном направлению движения, что уменьшило скорость корабля на 1,7 м/с. Ровно за 3 часа до посадки «Индевор» находился в 43 511 км от Земли, его скорость в этот момент составляла 3,783 км/с. Готовясь к разделению командного и служебного модулей, астронавты проверили работу двигателей системы ориентации командного модуля, которые ещё ни разу не использовались в ходе полёта. Перед разделением модулей «Индевор» повернул на 45° влево от курса, чтобы при вхождении в атмосферу не произошло столкновения отсеков. После команды на разделение служебный модуль за счёт работы двигателей системы ориентации отошёл на безопасное расстояние, а «Индевор» вернулся в исходное положение тупым концом вперёд, по курсу. За 13 с половиной минут до расчётного времени посадки корабль вошёл в плотные слои атмосферы на скорости 11 км/с. В течение 63 секунд после этого перегрузки возросли до 3 G, а ещё через 16 секунд — до 6,2 G. На высоте 7300 метров, за 5 с небольшим минут до посадки, была сброшена передняя термозащита, закрывавшая верхнюю часть конуса «Индевора», где располагались парашюты. Через 1,5 секунды раскрылись вспомогательные тормозные парашюты, скорость корабля упала с 500 до 280 км/ч. За 4 минуты 18 секунд до приводнения, на высоте 3000 метров, раскрылись и три основных парашюта. В баках системы ориентации «Индевора» в этот момент оставалось ещё довольно много очень высокотоксичных топлива и окислителя — гидразина и тетраоксида диазота, от которых необходимо было избавиться до приводнения путём включения двигателей системы ориентации до полного сжигания ядовитых компонентов. После полёта Уорден вспоминал, что сначала он отчётливо видел все три раскрывшихся основных парашюта. Но после включения двигателей иллюминаторы заволокло красноватым облаком. Когда оно рассеялось, астронавты увидели, что один из основных парашютов, как бы, сдулся. Причина этого после полёта не была установлена однозначно. Но считается, что, скорее всего, повреждение парашюта было вызвано именно включением двигателей системы ориентации. «Мы снижались, ожидая довольно сильного удара, — говорил на техническом опросе после полёта Дэвид Скотт, — что, в итоге, и произошло». «Индевор» приводнился на скорости 35,1 км/ч, вместо штатных 30,7 км/ч. Никаких повреждений не было. Только прибор оптического визирования в нижнем отсеке оборудования командного модуля сорвался со своего крепления и упал. По словам Скотта, корабль вошёл в воду очень ровно, погрузился и вынырнул в вертикальном положении. Корабль сел на 32 секунды раньше, чем если бы он снижался на трёх парашютах. Место посадки находилось в 530 километрах от Перл-Харбора, в точке с координатами 26°07′30″ с. ш. 158°09′00″ з. д. Вертолёт со спасателями-аквалангистами прибыл уже через несколько минут. Как рассказывал Скотт во время послеполётного опроса, операция по подъёму экипажа прошла гладко, как во время тренировок в Мексиканском заливе. Только один из аквалангистов никак не мог закрыть люк «Индевора». Поэтому, по словам Скотта, он покидал корабль с не очень лёгким сердцем, хотя океан был спокойным. Через 40 минут после приводнения Дэвид Скотт, Альфред Уорден и Джеймс Ирвин были доставлены на борт находившегося неподалёку вертолётоносца «Окинава». Ещё через час туда же доставили и «Индевор». Эпопея «Аполлона-15» благополучно завершилась. Она продолжалась 12 суток 7 часов 11 минут и 53 секунды. В честь возвращения астронавтов был сразу устроен торжественный обед — они стали первыми, кто после пребывания на Луне не подвергся послеполётному карантину.
| |  |  |

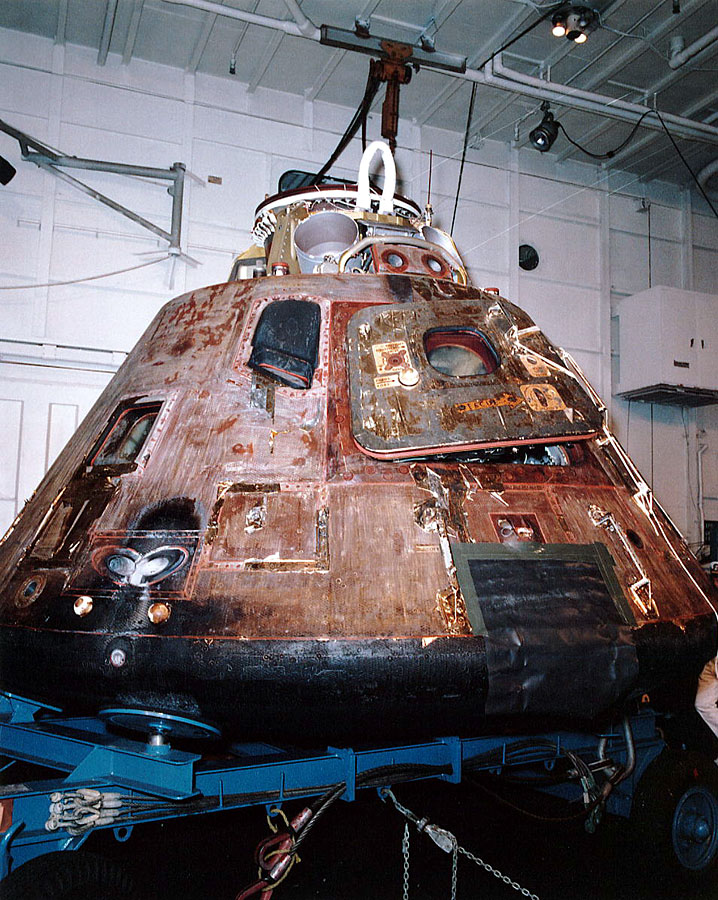
Командный модуль «Индевор» на борту вертолётоносца «Окинава»

| Слева направо: Джеймс Ирвин, Дэвид Скотт и Альфред Уорден выступают на обеде на борту вертолётоносца «Окинава» после приводнения. У Скотта под ногтями отчётливо видны синяки |  |  |

## Время и продолжительность внекорабельной деятельности
- Уорден (Ирвин — в открытом люке командного модуля) — внекорабельная деятельность на пути к Земле
- Начало: 5 августа 1971, 15:31:12 UTC
- Окончание: 5 августа 1971, 16:10:19 UTC
- Продолжительность: 39 минут 56 секунд